# 릭 라이어던
릭 라이어던(영어: Rick Riordan, 1964년 6월 5일 ~), 본명 리챠드 러셀 라이어던 주니어(Richard Russell Riordan, Jr)은 미국의 소설가이다. 퍼시 잭슨과 올림포스의 신 시리즈로 잘 알려져 있다. 2012년에 케인 연대기 시리즈를 완결하였고, 2014년에는 퍼시 잭슨 시리즈의 시퀄 작품 올림포스 영웅전 시리즈가 완결되었다. 퍼블리셔스 위클리는 신들의 이야기꾼이라는 별명을 받았고 팬들은 호메로스, 호시오도스, 헤로도토스 등이 부활한 것이라고 생각하는 사람도 몇 있다. 그가 쓴 퍼시 잭슨과 올림포스의 신 시리즈는 팬픽션 넷에서 당당하게 해리 포터, 트와일라잇 시리즈 다음으로 3등을 차지했다(3등은 곧 청동 메달을 뜻하는데 반쪽 피 캠프 연대기 시리즈에서 천계 청동이 아주 중요한 역할을 해 팬들은 아이러니하게 생각한다.

## 생애
릭 라이어던은 미국 텍사스주에서 태어났고, 지금은 그의 아내와 2명의 아들들과 텍사스주의 샌안토니오(릭 라이어던이 태어나서 결혼하고, 학교에서 가르친 곳이다.)에서 살았으나 2015년 매그너스 체이스와 아스가르드의 신들 시리즈 시작할 때 보스턴으로 이사해 살고 있다. 그래서 그런지 매그너스 체이스 시리즈에서는 보스톤과 발할라가 중심이 된다.
그는 15년간 샌프란시스코 만과 텍사스에서 6~8학년 사이의 학생들에게 영어를 가르치면서 학교에서 배우는 정도의 역사 지식과 그리스 로마 신화에 대한 전문지식을 얻게 되었다. 이후 1997년부터 '트레스 나바르 시리즈'(범죄 추리 소설이다. 최근 2020년 5월 5일에 나오기로 예정된 캠프 주피터 기밀:프로바티오의 저널로 다시 추리 소설을 한 번 더 쓸 예정이다.)를 쓰기 시작했고, 그 소설을 쓰는 동안 그는 아들의 부탁(헤일리는 그때 학교에서 어려움을 겪고 있었다. 결국 알고 보니 ADHD와 난독증을 둘 다 판정받았다. 그래서 아들이 학교에서 유일하게 좋아하는 그리스 신화로 아들이 학교에서 잘 할 수 있게 도와주기로 했다.) '퍼시 잭슨과 올림포스의 신' 시리즈를 쓰기 시작했는데, 현재 그 시리즈는 모두 완간 상태(원서 총 5권과 사이드 책 1권, 한국에서는 한 책이 2권으로 나뉘어 10권 하고 사이드 책 반신 파일은 출판되지 않았다.)이다. 특히 1권과 2권은 20세기 폭스사와 계약해 영화로 만들어졌다(자신의 웹사이트 블로그에 폭스사가 디즈니에 인수되며 퍼시 잭슨 항목도 디즈니에 남아있을 수 있다는 말을 올렸다. 여기서 확인. https://web.archive.org/web/20200303162017/http://rickriordan.com/2018/11/memories-from-my-tv-movie-experience/). 릭 라이어던은 퍼시 잭슨 시리즈를 끝내고 현재 'The Heroes of Olympus(올림포스 영웅전)', 'The Kane Chronicles(케인 연대기)'를 각각 2014년과 2012년에 마무리 지은 후 'Magnus Chase and the Gods of Asgard(매그너스 체이스와 아스가르드의 신들)'의 1권인 'The sword of summer'를 2015년 10월 6일 출판했다. 현재 이 시리즈는 2017년에 'The Ship of the Dead(죽음의 배)'로 완결되었고, 또, 'The Trials of Apollo(아폴로의 시련)' 시리즈의 1권 'The Hidden Oracle'을 2016년 출판하고 2019년 9월 24일에 4권 'The Tyrant's Tomb(폭군의 무덤)'을 출판하였다. 2020년에 'Camp Jupiter Calassified: Probatio's Journal(캠프 주피터 기밀: 프로바티오의 저널)'과 'The Tower of Nero(네로의 타워)'를 출간해 반쪽 피 캠프 연대기를 마무리지었다.

## 작품
아래에서 영어로 제목이 된 것은 한국어로 번역되지 않은 것이다. 하지만 괄호 안에 있는 한국어도 번역된 게 아니다. 릭 라이어던은 트레스 나바르 시리즈 탐정 추리 소설로 데뷔하였다.

### 《트레스 나바르 시리즈》(Tres Navarre series)
- 《Big Red Tequila》
- 《The Widower's Two-Step》
- 《The Last King of Texas》
- 《The Devil Went Down to Austin》
- 《Southtown》
- 《Mission Road》
- 《Rebel Road》

### 한권의 책들
- 《Cold Springs》
- 《Daughter of The Deep》
- 《Sun and the Star》

### 반신& 마법사
짧은 이야기 세 편 퍼시 잭슨과 올림포스의 신, 케인 연대기 크로스오버이다. 원래 소벡의 아들, 세라피스의 지팡이와 프톨레마이오스의 왕관 이야기 세 편이 따로 출판되었으나 이제 대부분 같이 출판된다.
- 소벡의 아들

카터 케인은 소벡의 아들 거대 악어를 퇴치하다가 빛나는 청동 검을 들고 주황색 캠프 티셔츠를 입은 퍼시 잭슨과 만나고, 같이 소벡의 아들을 퇴치할 방법을 찾는다.
- 세라피스의 지팡이

아나베스 체이스는 세이디 케인을 만나고, 세라피스라는 혼합신이 세계를 위협한다는 것을 깨닳는다. 반신& 마법사가 힙을 합쳐야 세계를 구할 수 있다.
- 프톨레마이오스의 왕관

퍼시 잭슨, 아나베스 체이스가 케인들을 만나다! 세트네는 그리스 올림포스가 있는 맨하탄, 이집트 브룩클린 하우스가 있는 브룩클린 사이에 있는 그로버너스 아일랜드에서 그리스와 이집트 마법을 합치고 신이 되려고 한다.

### 《퍼시 잭슨과 올림포스의 신시리즈》(Percy Jackson and The Olympians series)
릭 라이어던을 유명하게 만든 시리즈다. 미국에서는 쉽게 PJO라고 불리고, 팬픽션 넷(https://web.archive.org/web/20200418053617/https://www.fanfiction.net/crossovers/book/)에서 팬픽션 3위를 차지했다(하지만 작가는 팬픽션이 자신의 옷을 다른 누군가가 입고 있는 것 같다며 싫어한다.). 이 시리즈가 거의 다 끝나갈 때쯤 성공이 보이기 시작했다고 한다. https://web.archive.org/web/20200326045811/https://www.readriordan.com/ 공식 웹사이트는 https://web.archive.org/web/20171114011818/http://www.percyjacksonbooks.com/%EC%9D%B4%EC%A7%80%EB%A7%8C 둘 다 리드 라이어던으로 자동 연결된다.
- 번개 도둑(1부 미스터 D의 여름캠프, 2부 번대 도둑0: 제우스의 번개를 훔친 것으로 몰린 퍼시는 번개 도둑을 찾고 하지까지 번개를 올림포스에 가져가야 한다.
- 괴물의 바다(1부 황금양피 탐색여행, 2부 괴물의 바다): 탈리아의 소나무가 독에 중독되었다. 반쪽 피 캠프가 전처럼 안전해지려면 괴물의 바다에서 황금양피를 가져와야 한다.
- 티탄의 저주(1부 사라진 여신 2부 티탄의 저주): 아르테미스가 사라졌다. 아르테미스의 사냥꾼과 반쪽 피들은 협력해 아르테미스를 찾아야 한다.
- 미궁의 전투(한글판 미궁의 비밀이 파트 1, 크로노스의 부활이 파트 2다.): 루크와 크로노스의 군대가 미궁으로 캠프를 치려 한다. 그러지 않게 하려면 퍼시 일행이 먼저 미궁을 탐색해야 하는데...
- 반신 파일(미궁의 전투와 마지막 올림포스 신 사이에 일어난 짧은 이야기들): 클라리스는 자신의 아빠 아레스의 전차를 찾아야 하는데 이복 형제 데이모스와 포보스가 나타났다. 베겐도르프는 깃발 잡기 게임 중 거대 개미들한테 잡혔다. 또, 퍼시는 하데스가 만든 새로운 검의 탄생에 원치 않은 일을 맡게 되었다. 또, 반쪽 피 캠프의 오래 된 친구인 릭 라이어던의 캐릭터와의 인터뷰들과 캐릭터들의 삽화가 들어있다. 과연 퍼시는 클라리스의 이복 형제들을 막고, 베겐도르프를 두하고 청동 드래곤을 작동시킬 수 있을까? 그리고, 하데스의 검을 크로노스의 손에 가기를 막을 수 있을까?
- 마지막 올림포스 신(1부 티폰의 공격, 2부 진정한 영웅): 티폰이 깨어났다. 그리고 깨어난 크로노스는 맨하튼을 침공하려고 한다. 신들은 티폰과 싸우고 있고, 맨하튼과 올림포스를 막는 것은 반쪽 피들에게 맏겨져 있다.
- (2015)프톨레마이오스의 왕관: 퍼시 잭슨 시점으로 이야기가 진행된다. 자세한 것은 반신 & 마법사 문단 참조.

### 《케인 연대기》(The Kane Chronicles)
릭 라이어던이 올림포스 영웅전을 생각하기 시작하며 이집트 신화 시리즈를 만든 것이다. 줄여서 KC라고 불린다. 이집트 신화가 물론 이집트 신화는 그리스, 북유럽 신화와 3대 신화 중 하나이지만 역시 그리스와 북유럽 신화보다는 팬덤이 작다. 그래서 케인 연대기의 팬들은 릭 라이어던이 쓴 다른 시리즈의 팬덤에 비해 조금 작다. https://web.archive.org/web/20100318004007/http://www.thekanechronicles.com/%EC%9C%BC%EB%A1%9C 가면 디즈니 북스 오피셜 사이트로 자동 연결되게 되어있다.
- 《케인연대기 - 이집트 신들의 부활》Red Pyramid #1
- 《케인연대기 - 붉은 피라미드》Red Pyramid #2
- 《케인연대기 - 신들의 공격》(2권의 파트 1이지만 여기서 번역이 끊겼다.)Throne of Fire #1
- The Throne of Fire(불의 왕좌)
- The Serpent's Shadow(뱀의 그림자)
- (2013)소벡의 아들: 카터 케인의 시점으로 이야기가 진행된다. 자세한 것은 반신 & 마법사 문단 참조.

### 《올림포스 영웅전시리즈》(The Heroes of Olympus)
줄여서 HoO로 불린다. 퍼시 잭슨과 올림포스의 신들을 쓰고 나서 릭 라이어던은 자신이 그리스 신화에 대해서는 거의 다 쓴 것 같았는데 쓰기 시작한 시리즈다. 이 올림포스 영웅전을 중심으로 여러 시리즈와 크로스오버가 진행되었다. 팬덤은 퍼시 잭슨과 올림포스의 신이 제일 많아도, 이 책으로 많은 팬들이 생겼다. 여담으로 5권 올림포스의 피를 완성하고 그리스를 가면서 포세이돈 같은 오랜 친구를 만났다고 하고 반쪽 피 캠프 연대기 시리즈를 끝낼 때마다 그리스로 가는 가족 문화가 생겼다고 한다. https://web.archive.org/web/20200613045455/https://books.disney.com/book/the-blood-of-olympus/%EC%9C%BC%EB%A1%9C 가면 디즈니 북스 5권 올림포스의 피 상품 정보로 자동 연결된다.
- 사라진 영웅 Lost Hero #1: 퍼시 잭슨이 사라졌다. 헤라는 아나베스의 꿈에 나타나 한쪽 신발이 없는 자를 찾으라고 했고, 제이슨이라는 새로운 반쪽 피가 캠프에 나타나는데...
- 되살아난 존재 Lost Hero #2
- The Son of Neptune(넵튠의 아들): 퍼시 잭슨은 메두사의 자매들에게 쫓겨 캠프 주피터로 나타난다. 그리고 기억을 되찾으려면 죽음의 신 타나토스를 체인에서 풀어야 하는데...
- Demigod Diaries(반신 일기)
- The Mark of Athena(아테나의 표식): 로마 반신들과 협력을 시도해서 캠프 주피터로 가지만, 누군가, 반쪽 피 캠프의 그리스 반신 중 한 명이 아르고 2호로 캠프 주피터를 폭격하고, 공격받는데...
- The House of Hades(하데스의 집): 타르타로스에 떨어진 퍼시와 아나베스를 구출하려면 딱 맞는 시간에, 완벽한 타이밍에 하데스의 집에 도착해 죽음의 문을 열어야 한다.
- The Blood of Olympus(올림포스의 피): 아테네의 아크로폴리스가 가이아가 깨어날 곳이 될 거다. 그곳에서 한 남자, 한 여자의 올림포스의 피가 흘르면 대지의 여신 가이아가 깨어날 거다. 그리고 그게 절대 좋지 않을 거다.
- 세라피스의 지팡이: 아나베스 체이스 시점으로 이야기가 진행된다. 자세한 것은 반신 & 마법사 문단 참조.

### 《Magnus Chase and the gods of Asgard series》(매그너스 체이스와 아스가르드의 신들)
줄여서 MC라고 불린다. 아들 헤일리가 반신 일기의 마법의 아들로 데뷔하며 작가가 되고 싶은 마음에 보스톤으로 이사를 오게 되며 릭 라이어던이 보스톤을 중심으로 쓴 시리즈다. 매그너스 체이스의 이름은 섀도우 헌터즈 시리즈의 카산드라 클레어에게 빌렸고, 자신이 읽게 만든 반지의 제왕을 쓴 J.R.R. 톨킨에게 2권 토르의 망치를 바쳤다. 어떤 이유인지 https://www.magnuschase.com/%5B깨진+링크(과거+내용+찾기)%5D으로 가면 미국 디즈니 사이트로 가다가 한국 디즈니 사이트로 간다. 아무리 디즈니가 릭 라이어던 출판사이지만 자동 연결이 아무렇게나 되어있다.
- The Sword of Summer(여름의 검): 보스턴의 거지 매그너스는 어쩌다 다리에서 한 남자가 사람을 공격하자 사람을 지키다가 죽는다. 그리고 발할라에 가서 자기가 여름의 신 프레이의 아들인 것을 깨닳고 100년 동안 보이지 않은 여름의 검을 찾아야 한다.
- The Hammer of Thor(토르의 망치): 토르의 망치가 사라졌다. 매그너스와 그의 발할라의 용맹한 에인헤랴르 친구들이 망치를 찾아오지 않으면 미드가르드가 스림과 그의 거인 군대들과 더 많은 적들에게 침공될 거다. 스림이 망치에 원하는 대가는 스코프눙 돌과... 어, 세미라의 아빠, 즉 악동의 신 로키가 스림과 자신의 딸을 결혼 계약 맺은 세미라 알 아바스인데...
- The Ship of the Dead(죽음의 배): 로키는 자신의 아들의 장기로 만든 체인에서 풀려났다. 그리고 하지제까지 죽음의 배 나글파르가 비그리드로 향해하는 것을 막지 않으면 라그나로크, 모든 것이 끝날 것이다.
- 9 From the Nine Worlds(9 세계에서 온 아홉 가지 이야기): 매그너스 체이스의 일행과 그의 친구들은 매그너스가 그의 사촌 아나베스를 만나러 갔을 때, 여려 일을 겪는다. 말하는 용, 그리고 무스펠헤임의 군주 수르트 등.

### 《The Trials of Apollo》(아폴로의 시련)
줄여서 ToA. 번역되지 않았다. 릭 라이어던은 우연히 아폴로가 두 번이나 신의 능력을 박탈당해서 2번이나 종으로 일한 일을 듣고 그것에 대해 쓰기로 했다. 이 시리즈에서 대부분의 팬들이 하차했는데, 자세한 것은 항목 참조.
- The Hidden Oracle(숨겨진 오라클): 아폴로는 인간이 되어 퍼시 잭슨의 도움을 받아 반쪽 피 캠프로 오지만, 다시 신이 되려면 사라진 네 오라클을 찾고 마지막으로 멈춘 자신의 오라클 델피의 오라클을 찾아야 된다는 것을 깨닳는다. 하지만 그를 가로막는 황제들이 있으니...
- The Dark Phrophecy(어두운 예언): 아폴로는 칼립소와 그녀의 남자친구 레오 발데즈와 인디애나 폴리스로 청동 드래곤 페스투스를 타고 날라온다. 그런데, 이번에 구해야 하는 오라클은 어두운 예언자, 트로포니우스라는 것을 알게 된다. 그리고 그를 막는 황제가 둘이 더 있었으니, 그중 하나가 나타난다.
- The Burning Maze(불타는 미로): 그로버 언더우드와 미로를 탐험하던 아폴로는 파이퍼 맥클리안, 그리고 제이슨 그레이스와 수수께끼의 오라클을 칼리굴라와 메데아와 그녀의 해 용들에게서 구하려 불타는 미로로 떠난다.
- The Tyrant's Tomb(폭군의 무덤): 제이슨의 장례식을 치르러 캠프 주피터로 오는 길, 아폴로는 유리노모스를 마주친다. 하지만 주피터 캠프에서는 그보다 더 심각한 위험에 처해 있었는데...
- Camp Jupiter Classified: Probatio's Journal(예정)(캠프 주피터 기밀: 프로바티오의 저널)
- The Tower of Nero(예정)(네로의 타워)

### 《39 Clues》(39 클루스)
작가들이 바뀌며 나오는 릴레이 소설이라 릭 라이어던이 39 클루스에서 쓴 제대로 된 이야기는 1권 Maze of Bones(뼈의 미로) 밖에 없다. 하지만 릭 라이어던이 39 클루스의 전체 줄거리를 생각해냈다.
- 뼈의 미로(와이즈아이 북스 출판사에서 번역했지만, 파산됐고, 11권은 출판도 안 됐다.), 2008년 9월 9일
- 39 클루스의 인트로덕션: 묻힌 비밀들의 검은 책, 2010년 10월 26일
- 베스퍼즈 라이징, 2011년 4월 5일

## 릭 라이어던 프리젠트
미국의 디즈니 북스의 하위 출판사 디즈니*히페리온의 미니 출판사다. 세계 문화와 신화에 대한 책들을 출판한다고 하지만, 사실은 문화에 대한 책은 아직 하나도 출판하지 않았다. 릭 라이어던의 반쪽 피 캠프 연대기의 세계관과 전혀 다른 세계관의 책들이고, 릭 라이어던은 자신의 편집자와 함께 이 책들의 작가들을 위해 조언과 편집을 한다.

### 탄생
2017년 즘에 아테나 하우스에서 생각했다. 생각은 이렇다.
흠. 내가 모르는 신화도 많고. 내가 다 쓸 수도 없는 거잖아. 그냥 그 신화를 잘 아는 작가를 지원하고 도우면서 그들이 자신만들의 책을 쓰게 하는 것은 어떨까?

그래서 자신의 편집자와 얘기해서 만들어진 미니 출판사가 릭 라이어던 프리젠트이다.

### 출판하는 책들
아루 샤 시리즈(작가: Roshani Chokshi)(힌두 신화) 세계관 이름은 '판다바 사중주'다.(판다바는 힌두 신화에 나오는 다섯 형제들이다.)
·        1.베스트셀러 작가 Rick Riordan은 Roshani Chokshi가 12 세의 Aru Shah에 대해이 모험을 소개합니다. Aru Shah는 학교에 적응하기 위해 진실을 확장하려는 경향이 있습니다.
·        2. 베스트셀러 판다바 시리즈의 두 번째 책. 판다바가 되는 법을 배우는 순간, 아루는 사랑의 활과 화살의 신을 훔친 것으로 비난을받습니다. 그녀의 결백을 증명하기 위해, 그녀는 미니와 두 명의 새로운 동료들과 함께 뱀의 영역을 탐색해야합니다.
·        3. Roshani Chokshi의 힌두 기반 베스트셀러 판다 바 시리즈의 세 번째 책으로, 이루와 그녀의 동료 인 미니(Mini), Brynne 및 Aiden과 현재는 한 쌍의 쌍둥이가 있습니다. 각기 다른 세계에서 소원을 부여하는 Kalpavriksha를 검색합니다. 나무 데바와 악마 사이의 전쟁이 임박했으며, 다른 세계는 경계가 심합니다. 인류의 지능이 잠자는 자에게 강력한 천리안과 여동생을 사로 잡는 것으로 밝혀지면 14 세의 아루와 친구들이 수색과 구조 임무를 시작합니다. 한 쌍의 쌍둥이 인 포로들은 최신 판다 바 자매로 판명되었지만, 예언에 따르면 한 자매는 사실이 아닙니다. 홀리(Holi)를 축하하는 동안, 천상의 승무원은 모든 사람에게 판다바를 신뢰할 수 있도록 설득하기 위해 마사지 홍보 브랜드 변경 캠페인을 실시합니다. 아루는 그 관심을 소중히 여기는만큼, 잠자는 사람이 예언 한대로 자매들에게 멸망을 가져다 줄 것을 두려워합니다. 아루는 자신의 명성을 증명할 수 있는 유일한 방법은 우유의 바다에서 나오는 소원을주는 나무 인 칼 파브 릭샤를 찾는 것입니다. 그녀가 침목 전에 도달 할 수 있다면, 한 번의 소원으로 모든 것을 돌릴 수있을 것입니다. 당신이 원하는 것을 조심하시오, 아루. . .
Aru Shah and the End of Time(2018)
Aru Shah and the Song of Death(2019)
Aru Shah and the Tree of Wishes(2020)
미정 (April 2021)
미정 (April 2022)
스톰 러너 시리즈(작가: Jennifer Cervantes)(마야&아즈텍 신화)
·        1. 뉴 멕시코의 외로운 소년은 신체 장애가있어 중학교가 모든 사람이 그를보고있는 것처럼 느끼게합니다. 그러나 그가 곧 알게되자, 그의 신체적 차이는 단지 그를 마야 신들과 연결 시켜서 필사자의 위험에 처하게하는 가족 역사의 첫 단서 일뿐입니다.
·        2. Zane Obispo는 The Storm Runner의 불속하고 빠르게 진행되는 속편에서 불가능한 선택을 할 수 있습니다. 화 같은 신들로부터 자신과 같은 다른 신들을 구하거나 그의 아버지 Hurakan을 영원한 감옥에서 구출하십시오. 마야와 아즈텍 신화의 신들이 등장!
·        3. 베스트셀러 스톰 러너 3 부작의 마지막 책에는 Zane Obispo와 그의 친구들이 얼굴없는 적의 손아귀에서 Maya 신들을 구출하려고합니다.
The Storm Runner(2018)
The Fire Keeper(2019)
The Shadow Crosser(2020)
살 & 가비 시리즈(작가: Carlos Hernandez)(쿠바 신화)(얼마 전 새로운 커버가 나왔다.)
·        1.이 질문을 제기하는 쿠바의 영향을받은 멋진 공상 과학 소설 : 시간과 공간을 통해 도달하고 더 이상 살고 있지 않은 어머니 (이 우주에서 어쨌든)를 포함하여 원하는 것을 검색 할 수 있는 힘이 있다면 어떻게 할 것입니까? )?
·        2. Pura Belpré에서 우승 한 SAL과 GABI의 속보 속편에서 Sal은 다른 우주의 불량 가비가 자신을 파괴하지 못하도록 막아야합니다.
Sal & Gabi Break the Universe(2019)
Sal & Gabi Fix the Universe(2020)
트리스탄 스트롱 시리즈(작가: Kwame Mbalia)(서부 흑인/미국 흑인 신화)
·        1.작가가 할머니에게 어릴 때 듣던 미국 흑인 신화를 바탕으로 흑인 복서 가족의 트리스탄이 어쩌다 하늘에(사실은 미국 신들의 공간과 인간들 세계와 공유하는 유일한 곳 미드패스였다.) 구멍을 내어 미국 흑인 신화의 세계인 알크로 가는데...
·        2. 트리스탄의 나나가 납치되면 민영 영웅과 신들의 땅인 알크로 돌아와 영웅의 환영을 받는 대신 KO 된다.
Tristan Strong Punches a Hole in the Sky(2019)
Tristan Strong Destroys the World(2020)
파올라 산티아고 시리즈(작가: Tehlor Kay Mejia)(멕시코 신화)
·        우주에 집착 한 12 세의 Paola Santiago와 그녀의 가장 친한 친구 인 Emma와 Dante는 규칙을 알고 있습니다. 1년 전에 학교 친구가 익사 한 이후로 들었습니다. Pao는 어머니가 밤에 길라 (Gila)의 은행을 방황하고 청년들이 끌리기를 바라는 울부 짖는 유령 여자 인 라 로로 나 (La Llorona)에 대해 끊임없이 경고하고 있기 때문에 그녀가 그보다 더 오래 머 무르라는 말을 인정하는 것을 당황스럽게 생각합니다. 어두운 깊이로. Pao는 어머니의 굴욕적인 미신을 미워하고 그녀와 그녀의 친구가 절대 물에 뛰어 들지 않을 것이라는 것을 알고, Gila 근처에서 새로운 망원경을 시험하기위한 모임을 개최합니다. 그러나 엠마가 도착하지 않고 Pao가 갈대에서 어두운 인물을 볼 때 엄마가 옳았을 것 같습니다. . . Pao는 항상 세상을 이해하기 위해 어려운 과학에 의존했지만, 친구를 찾으려면 부 자연스러운 안개, 마음을 구부리는 괴물 및 무시 무시한 힘으로 통제되는 잔인한 정신을 포함한 악몽의 세계에 들어가야합니다. 논리와 전설 모두.
1.  Paola Santiago and the River of Tears(2020)
미정(2021)
단편 작품들
·        Dragon Pearl(2019) - 작가: Yoon Ha Lee(한국 신화)                                     이윤하        문서 참조. 여담으로 위키피디아와 엄마에게 물어보며 책들 썼다고 한다. 작가가 트랜스남성이라는 게 말이 된다. 애초에 릭 라이어던은 편견 따위는 없는 사람이기 때문(릭 라이어던은 알렉스 피에로라는 트랜스 젠더와 젠더 플루이드 캐릭터로 2017년 스톤월 북 어워드를 탔다.). 10 대 구미호 스피릿인 민에 관한 공상 과학 모험 소설. 그녀의 오빠에게 일어난 일에 대한 미스터리를 풀기 위해 도망 가서 그녀의 지구 전체를 구할 수 있는 모험으로 끝납니다.
·        Race to the Sun(2020) - 작가: Rebecca Roanhorse(나바호 신화) 친척으로 변장 한 다양한 나바 호족 신들의 도움을받은 뉴 멕시코 7 학년 니 조니 베가이 (Nizhoni Begay)와 그녀의 형제는 전설적인 영웅 쌍둥이의 발자취를 따라 가족을 구하기 위해 모양이 바뀌는 괴물보다 한 발짝 앞서 있어야합니다.
·        City of the Plague God(2021) - 작가: Sarwat Chadda(메소포타미아 신화)
메소포타미아 신화에서 영감을 얻은이 이야기는 뉴욕시에서 태어나고 자란 무슬림 소년시 칸더 아지즈 (Sikander Aziz)의 뒤를 잇습니다.
·        The Last Fallen Star(2021) - 작가: Graci Kim(한국 신화) 이 작가는 Ted x Talks에서 우리 이름에 숨겨진 힘에 대한 강연을 했다. 열두 살짜리 라일리 남은 필사적으로 한국 마녀 가족의 다른 사람들처럼 치유력을 갖고 싶어합니다. 라일리는 여동생의 도움으로 모든 여신의 어머니 인 오 모니를 소환하려고 시도하지만 대신 언니는 영계에 추방되고 라일리는 최후 통첩을받습니다. 그녀가 마법을 얻고 언니의 생명을 구하고 싶다면 신의 마지막 별을 찾아야 한다.